# Johann Wohlmuth
Johann Wohlmuth (* 24. Oktober 1865 in Stoob; † 6. Februar 1942 ebenda) war ein österreichischer Maurer- und Zimmermeister sowie Politiker (SDAP). Wohlmuth war verheiratet und von 1922 bis 1923 Abgeordneter zum Burgenländischen Landtag.
Johann Wohlmuth wurde als Sohn des Landwirts Georg Wohlmuth aus Stoob geboren. Er besuchte die Volksschule und war danach als Maurer- und Zimmerergehilfe bzw. Betonarbeiter tätig. Zwischen dem 15. Juli 1922 und dem 13. November 1923 vertrat Wohlmuth die Sozialdemokratische Arbeiterpartei im Burgenländischen Landtag.